# بيير برونيه
بيير برونيه (بالفرنسية: Pierre André Brunet)‏ هو موجه قوارب ‏ فرنسي، ولد في 27 فبراير 1908 في ليون في فرنسا، وتوفي بنفس المكان في 12 مايو 1979.

## وصلات خارجية
- بيير برونيه على موقع الاتحاد الدولي للتجديف (الإنجليزية)
- بيير برونيه على موقع اللجنة الأولمبية الدولية (الإنجليزية)
- بيير برونيه على موقع أوليمبيديا (الإنجليزية)